# 大野亀三郎

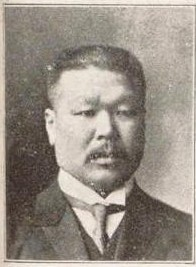
大野亀三郎

大野 亀三郎（おおの かめさぶろう、1861年9月6日（文久元年8月2日） - 1914年（大正3年）4月7日）は、明治から大正時代の政治家。実業家。銀行家。衆議院議員。

## 経歴
美濃国、のちの岐阜県稲葉郡岩村（現岐阜市）で、農業・大野八右衛門の長男として生まれる。1880年（明治13年）岐阜県立中学校を首席で卒業する。
岐阜県会議員となる。ほか、北海道開拓事業に関わり、興業銀行取締役、岐阜移民重役、蘇東銀行、北海道馬匹奨励、釜山埋築各監査役、日本興業銀行設立委員を務めた。
1892年（明治25年）2月の第2回衆議院議員総選挙では岐阜県第1区から出馬し当選。その後、第3回総選挙から第11回総選挙まで連続10回当選した。10期目在任中に死去した。